# Фалеев, Василий Васильевич
Василий Васильевич Фалеев (1911—1973) — капитан рыболовного сейнера «Гдов» рыбокомбината имени Исаенко, Приморский край, Герой Социалистического Труда (13.04.1963).
Родился 18 февраля 1911 года во Владивостоке в семье матроса. Окончил 7-летнюю школу.
С 1925 г. — юнга, затем матрос. В 1933—1936 гг. на военной службе на флоте.
В 1937 году окончил курсы судоводителей и был назначен судоводителем малого рыболовного сейнера рыбокомбината имени Исаенко Хасанского района, позже капитаном большого сейнера.
Во время Великой Отечественной войны продолжал работать на рыболовецких судах (1-й сейнерный рыбкомбинат Главвостокрыбпрома).
Инициатор применения снюрреводного лова камбалы. Также по его инициативе в 1953 г. была внедрена траловая лебедка на судах типа СО-300, что позволило вдвое увеличить добычу рыбы судами этого типа. Модернизировал  трал для добычи донных рыб, что повысило улов на каждое судно на 3 тыс. центнеров, а комбинат благодаря этому дополнительно получил в сезон 1961—1962 гг. 30 тыс. ц. рыбы. 
Руководимый им судоэкипаж за 5 лет добыл 54 700 ц рыбы при плане 38 800 ц.
За большие заслуги в развитии рыбной промышленности Приморья в 1963 году (Указом от 13 апреля) присвоено звание Героя Социалистического Труда.
Награждён орденом «Знак Почёта» (23.08.1943), медалями «За трудовое отличие», "За доблестный труд в Великой Отечественной войне 1941-1945 г.г."Ю «За доблестный труд. В ознаменование 100-летия со дня рождения В. И. Ленина», вьетнамской медалью «Дружба».
Умер 09.03.1973 года.
Семья: жена, пятеро детей (4 сына и дочь).